# کرامپ عضلانی
کرامپ عضلانی، یا چنگه عضلانی (به انگلیسی: Cramp) حالت انقباض دردناک، ممتد ماهیچه و ناخوشایند است.
از علل عضلانی سرما، کاهش سطح کلسیم پلاسما، هیپوناترمی و هیپوکالمی (کاهش سطح سدیم یا پتاسیم خون) و عوارض دارویی مانند سالبوتامول است.
کرامپ عضلانی عبارت است از انقباضی غیرارادی، ناگهانی، ممتد و معمولاً دردناک در یکی یا چند ماهیچه و ممکن است از چند ثانیه تا یک ربع ساعت به‌طول انجامد. عارضه جدی نیست و به جز در موارد خاص، پس از مدت کوتاهی برطرف می‌گردد.

## علل کرامپ عضلانی
- کار کشیدن بیش از حد از ماهیچه‌ها
- انجام دادن تمرینات بدنی شدید و خستگی ماهیچه‌ها
- کم‌آبی بدن.
- قرار گرفتن ماهیچه‌ها در یک وضعیت ثابت به مدت طولانی
- انجام ندادن حرکات کششی و گرم نکردن بدن پیش از اقدام به فعالیت‌های بدنی
- به‌هم خوردن تعادل مایعات، هورمون‌ها و الکترولیت‌های بدن
- کمبود مواد معدنی مورد نیاز ماهیچه‌ها از جمله منیزیم، کلسیم و پتاسیم که برای انقباض مناسب عضلات ضروری هستند.
- مصرف برخی از داروها مانند مدرها
- مصرف نوشیدنی‌های الکلی
- نارسایی کلیه‌ها، کم‌کاری تیروئید، بارداری و اختلالات عصبی

## درمان کرامپ عضلانی
- انجام حرکات کششی ماهیچه‌های درگیر
- استفاده از کمپرس سرد یا گرم
- نوشیدن آب کافی
- ماساژ دادن موضع

## پیشگیری از کرامپ عضلانی
- زیاد از ماهیچه‌ها کار کشیده نشود.
- پیش از فعالیت بدنی حتماً بدن را گرم کرده و حرکات کششی انجام شود.
- در طول روز، آب کافی آشامیده شود.